# Leptopelis cynnamomeus
Leptopelis cynnamomeus là một loài ếch thuộc họ Hyperoliidae.
Loài này có ở Angola, Cộng hòa Dân chủ Congo, và Zambia.
Môi trường sống tự nhiên của chúng là rừng khô nhiệt đới hoặc cận nhiệt đới, xavan ẩm, sông ngòi, và đầm nước ngọt có nước theo mùa.